# 따통 왕국
따통 왕국, 수반나부미 또는 뚜원나부미(버마어: သထုံခေတ် [θətʰòʊɰ̃ kʰɪʔ], 또는 သုဝဏ္ဏဘူမိ [θṵwəna̰ bʊ̀mḭ])은 미얀마의 몬왕국이었고 최소한 BC 4세기부터 AD 11세기 중반까지 하버마어에 존재했던 것으로 믿어집었다. 현대의 하미얀마와 태국에 존재했던 많은 몬 왕국 중 하나인 왕국은 본질적으로 타톤 시를 중심으로 한 도시 국가였다. :63,77그것은 남인도 및 스리랑카 와 직접 교역했으며 동남아시아에서 라 바다 불교의 주요 중심지가 되었다. 따통은 다른 몬 왕국과 마찬가지로 크메르 제국의 점진적인 잠식에 직면했다. 그러나 1057년에 전설적인 왕국을 정복한 것은 북쪽에서 온 바간 왕국이었다.

## 같이 보기
- 항사워디 왕국